# Malesch
| Recensione     | Giudizio        |
| -------------- | --------------- |
| AllMusic       | [ 1 ]           |
| Sputnikmusic   | 3.9 (Excellent) |
| Piero Scaruffi | [ 3 ]           |
| Ondarock       | Pietra miliare  |

Malesch è il primo album discografico del gruppo rock tedesco Agitation Free, pubblicato dalla casa discografica Vertigo Records nel luglio del 1972.

## Tracce
Tutti i brani composti ed arrangiati da Agitation Free.
Lato A
1. You Play for Us Today – 6:08
2. Sahara City – 7:42
3. Ala Tul – 4:50

Lato B
1. Pulse – 4:43
2. Khan El Khalili – 5:30
3. Malesch – 8:10
4. Rücksturz – 2:09

Edizione CD del 2008, pubblicato dalla Revisited Records (REV 098)
Tutti i brani composti ed arrangiati da Agitation Free.
1. You Play for Us Today – 6:15
2. Sahara City – 7:50
3. Ala Tul – 4:54
4. Pulse – 4:51
5. Khan El Khalili – 5:34
6. Malesch – 8:36
7. Rücksturz – 1:59
8. Music Factory Live – 15:15 – Bonus Track - Registrato dal vivo a Mainz (Germania) il 25 febbraio 1972
9. Agitation Free at Sakkara – 6:24 – Bonus Track - Video (Filmato ripreso al Cairo in Egitto nell'aprile del 1972)

## Formazione
- Lutz Ulbrich - chitarra, chitarra a 12 corde, zither, organo hammond
- Jörg Schwenke - chitarra
- Burghard Rausch - batteria, marimbaphone, voce
- Michael Hoenig - sintetizzatore, dispositivi elettronici, chitarra steel
- Michael Günther - basso, live-tapes

Ospiti
- Peter Michael Hamel - organo hammond
- Uli Pop - bongos (brano: You Play for Us Today)

Note aggiuntive
- Wolfgang Sandner e Peter Strecker - produttori
- Registrato al Audio Ton Studio di Berlino, Germania
- Stan Regal - ingegnere del suono
- Ulrich Rathsack e Uli Pop - road manager
- Quest'album è dedicato a Thomas Kessler e Alfred Bergmann[6]